# Piedicavallo
Piedicavallo es una localidad y comune italiana de la provincia de Biella, región de Piamonte, con 187 habitantes.

## Evolución demográfica
| Gráfica de evolución demográfica de Piedicavallo entre 1861 y 2001 |
|                                                                    |
| Fuente ISTAT - elaboración gráfica de Wikipedia                    |